# Elizabeth Campbell, 1. Baroness Hamilton of Hameldon

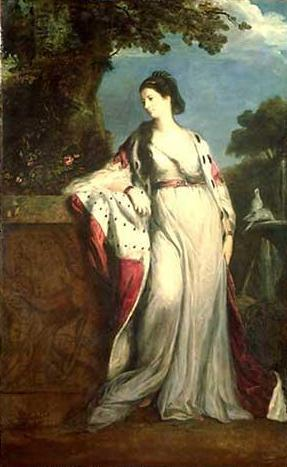
Joshua Reynolds: Elizabeth Gunning, Duchess of Hamilton and Duchess of Argyll, Öl auf Leinwand, 1760

Elizabeth Campbell, Duchess of Argyll, 1. Baroness Hamilton of Hameldon (vormals Elizabeth Hamilton, Duchess of Hamilton, geborene Gunning, * 7. Dezember 1733 in Hemingford Grey, Huntingdonshire; † 20. Dezember 1790 im Argyll House in London) war eine britische Aristokratin und Oberhofdame (Lady of the Bedchamber) der Queen Consort Charlotte.

## Leben

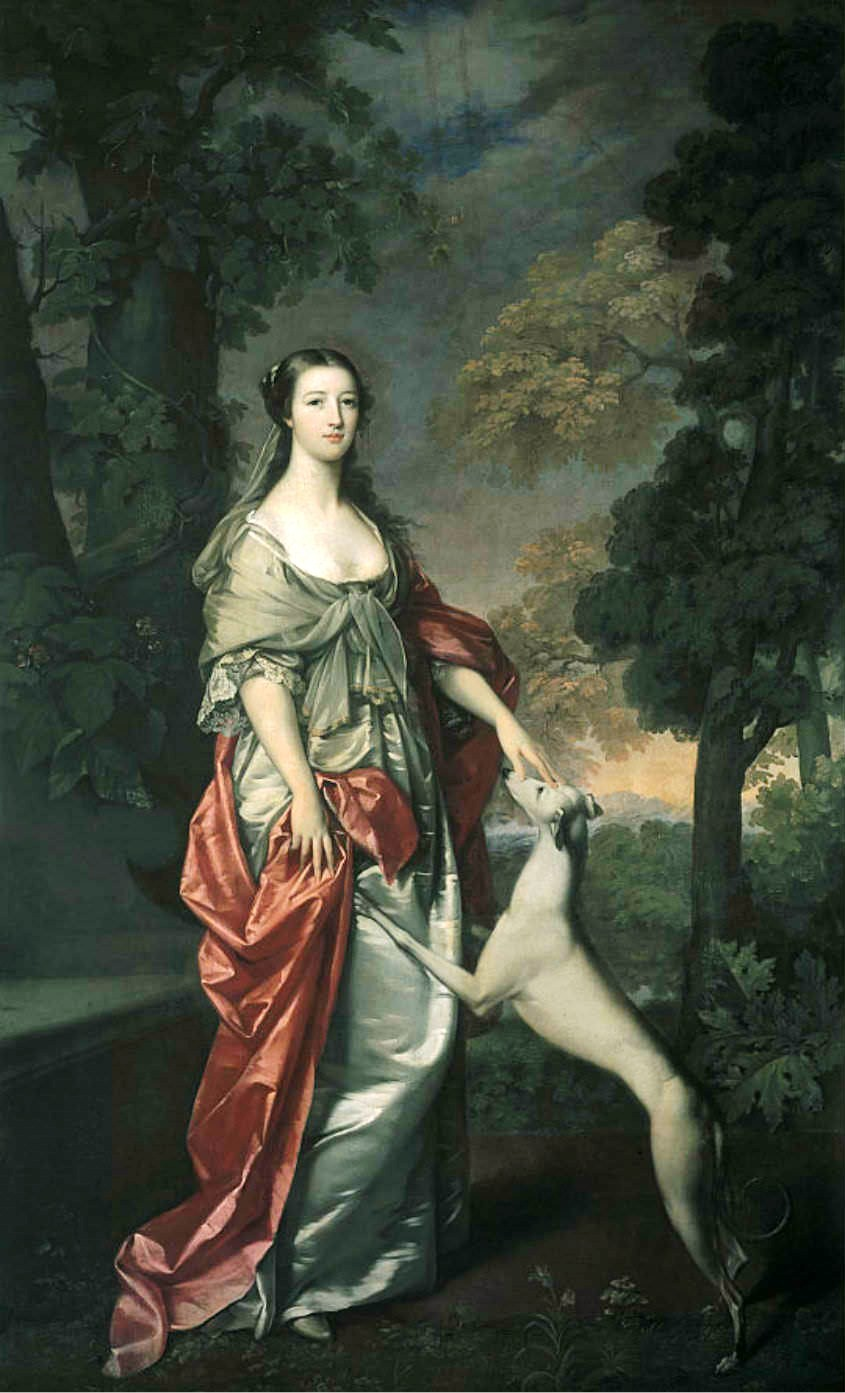
Gavin Hamilton: Elizabeth Gunning, Duchess of Hamilton and Duchess of Argyll, Öl auf Leinwand, um 1752–1753

Elizabeth Gunning war die jüngste Tochter des irischen Offiziers Colonel John Gunning, Gutsherr von Castle Coote im County Roscommon, und seiner Ehefrau Hon. Bridget Bourke, einer Tochter des Politikers Theobald Bourke, 6. Viscount Mayo. Zusammen mit ihrer älteren Schwester Maria (1732–1760) wuchs Elizabeth in ärmlichen Verhältnissen auf. Schon früh drängte die Mutter ihre Töchter zur Aufnahme einer Tätigkeit, um ihren Lebensunterhalt zu verdienen.
Elizabeth und Maria Gunning reisten nach Dublin, wo sie für einige Zeit am Stadt-Theater arbeiteten. Dort lernten sie die irische Schauspielerin Margaret Peg Woffington (1720–1760) kennen und freundeten sich mit ihr an. Viele Schauspielerinnen zu dieser Zeit waren Kurtisanen von reichen Wohltätern. Während viele dies über einen längeren Zeitraum blieben, nutzten andere diese Situation, um nach einem wohlhabenden und möglichst auch adligen Heiratskandidaten zu suchen. So wurden die jungen Frauen ermutigt zur Teilnahme an gesellschaftlichen Veranstaltungen, um dort einen potenziellen Heiratskandidaten zu finden. Im Sommer des Jahres 1750 erhielten die beiden Schwestern eine Einladung zu so einer Veranstaltung auf Dublin Castle, der Gastgeber war der damalige Lord Lieutenant of Ireland, William Stanhope, 1. Earl of Harrington (1690–1756).
Im Jahr darauf reisten Elizabeth und ihre Schwester nach England. Im Theaterviertel Londoner West End und in den Vauxhall Gardens fanden die beiden eine Anstellung. Innerhalb kürzester Zeit stieg Elizabeth Gunning zum Liebling der Londoner Gesellschaft auf.
Am 14. Februar 1752 heiratete Elizabeth Gunning in erster Ehe im Bedford House zu London den schottischen Aristokraten und Politiker James Hamilton, 6. Duke of Hamilton (1724–1758). Nach dem frühen Tod ihres Ehemannes, im Januar 1758, machte ihr Francis Egerton, 3. Duke of Bridgewater (1736–1803), der spätere Begründer der britischen Binnenschifffahrt, erfolglos den Hof. Am 3. Februar 1759 heiratete in zweiter Ehe den attraktiven General und späteren Feldmarschall John Campbell (1723–1806), den zweiten Sohn des Generals John Campbell (1693–1770). Ihr Schwiegervater wurde 1761 4. Duke of Argyll und hinterließ diesen Titel 1770 ihrem Gatten als 5. Duke of Argyll.
Ihre Schwester Maria, Gattin des 6. Earl of Coventry, starb im Alter von 28 Jahren an den Folgen bleihaltiger Make-up-Produkte. Zwischen 1761 und 1784 war sie Oberhofdame (Lady of the Bedchamber) der Königin Charlotte. Am 20. Mai 1776, verlieh König Georg III. der Duchess of Argyll, die er sehr verehrte, in eigenem Recht die erbliche Peerwürde einer Baroness Hamilton, of Hameldon in the County of Leicester.

## Nachkommen
Aus ihrer ersten Ehe mit James Hamilton, 6. Duke of Hamilton gingen drei Kinder hervor:
- Lady Elizabeth Hamilton (1753–1797) ⚭ 1774 Edward Smith-Stanley, 12. Earl of Derby (1752–1834);
- James George Hamilton, 7. Duke of Hamilton (1755–1769);
- Douglas Hamilton, 8. Duke of Hamilton (1756–1799) ⚭ 1778–1794 Elizabeth Anne Burrell (1757–1837).

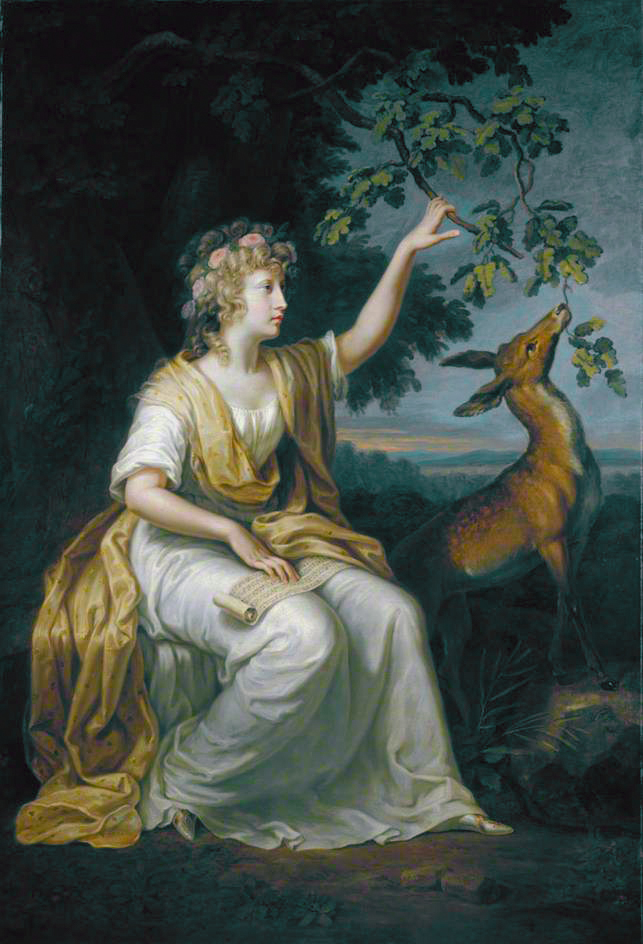
Johann Heinrich Wilhelm Tischbein: Lady Charlotte Campbell, Öl auf Leinwand, um 1789

Aus ihrer zweiten Ehe mit John Campbell, 5. Duke of Argyll, gingen fünf Kinder hervor:
- Lady Augusta Campbell (1760–1831) ⚭ 1830 Brigadier-General Henry Clavering;
- George John Campbell, Earl of Campbell (1763–1764);
- George William Campbell, 6. Duke of Argyll (1768–1839) ⚭ 1810 Lady Caroline Elizabeth Villiers (1774–1835);
- Lady Charlotte Susan Maria Campbell (1775–1861), Schriftstellerin, ⚭ (1) 1796 Colonel John Campbell († 1809), ⚭ (2) 1818 Rev. Edward John Bury (1790–1832);
- John Douglas Edward Henry Campbell, 7. Duke of Argyll (1777–1847), ⚭ (1) 1802 Elizabeth Campbell († 1818), ⚭ (2) 1820 Joan Glassel († 1828), ⚭ (3) 1831 Anne Colquhoun Cuninghame (1801–1874).

## Name in verschiedenen Lebensphasen
- 1733–1752 Elizabeth Gunning

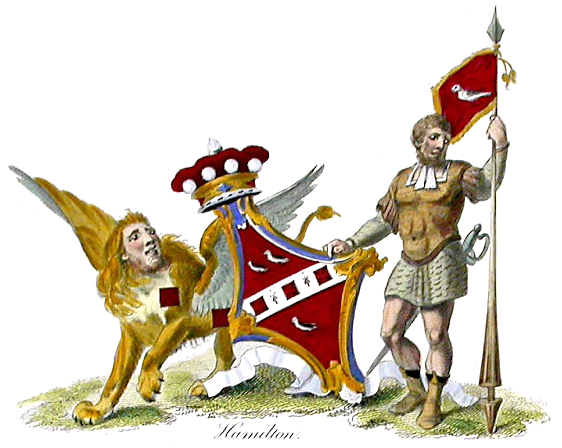
Wappen der Baroness Hamilton of Hameldon

- 1752–1758 Elizabeth Hamilton, Duchess of Hamilton
- 1758–1759 Elizabeth Hamilton, Dowager Duchess of Hamilton
- 1759–1761 Elizabeth Campbell
- 1761–1770 Elizabeth Campbell, Marchioness of Lorne
- 1770–1790 Elizabeth Campbell, Duchess of Argyll